# Often
Singles de The Weeknd
Wanderlust
(2014) Love Me Harder
(2014)
Often est une chanson du chanteur canadien The Weeknd sortie le 31 juillet 2014 sous les labels XO et Republic Records, apparaissant sur Beauty Behind the Madness, son deuxième album studio. Le single contient des samples de Ben Sana Vurgunum, interprétés par Nükhet Duru. 

## Réception
En 2015, le single remporte deux MuchMusic Video Awards dans les catégories « Clip de l'année » et « Meilleure réalisation ».

## Classement
| Classement               | Pays        | Position | Référence |
| ------------------------ | ----------- | -------- | --------- |
| Canadian Hot 100         | Canada      | 69       | [ 3 ]     |
| Billboard Hot 100        | États-Unis  | 59       | [ 4 ]     |
| Hot R&B/Hip-Hop Songs    | États-Unis  | 15       | [ 5 ]     |
| VG-lista                 | Norvège     | 12       | [ 6 ]     |
| Nederlandse Top 40       | Pays-Bas    | 65       | [ 7 ]     |
| UK Singles Chart         | Royaume-Uni | 65       | [ 8 ]     |
| UK Hip Hop and R&B Chart | Royaume-Uni | 13       | [ 9 ]     |
| Sverigetopplistan        | Suède       | 55       | [ 10 ]    |

## Certifications
| Pays        | Certification | Unités    | Référence |
| ----------- | ------------- | --------- | --------- |
| Allemagne   | Or            | 200 000   | [ 11 ]    |
| Canada      | 3 × Platine   | 240 000   | [ 12 ]    |
| Danemark    | Platine       | 90 000    | [ 13 ]    |
| États-Unis  | 4 × Platine   | 4 000 000 | [ 14 ]    |
| Mexique     | Or            | 30 000    | [ 15 ]    |
| Norvège     | 2 × Platine   | 20 000    | [ 16 ]    |
| Portugal    | Or            | 10 000    | [ 17 ]    |
| Royaume-Uni | Platine       | 600 000   | [ 18 ]    |
| Suède       | Platine       | 40 000    | [ 19 ]    |